# Eduardo González Calleja
Pour les articles homonymes, voir Calleja.
Eduardo González Calleja, né en 1962 à Madrid, est un historien espagnol, professeur d’histoire contemporaine à l’université Charles-III de Madrid, auteur de nombreux ouvrages traitant de la violence politique.

## Biographie
Eduardo González Calleja nait à Madrid en 1962. En 1989, il présente sa thèse de doctorat en histoire contemporaine à l’université Complutense de Madrid, intitulée La radicalización de la derecha durante la Segunda República. 1931-1936. Violencia, paramilitarización y fascistización en la crisis española de los años treinta (« La Radicalisation de la droite durant la Seconde République. 1931–1936. Violence, paramilitarisation et fascisation dans la crise espagnole des années 1930 »), dirigée par Julio Aróstegui,. Il devient chercheur à l’Institut d’histoire du CSIC.

## Sélection de travaux

### Auteur
- La razón de la fuerza. Orden público, subversión y violencia política en la España de la Restauración (1875-1917), Madrid, Consejo Superior de Investigaciones Científicas, 1998[6]
- El máuser y el sufragio. Orden público, subversión y violencia política en la España de la Restauración (1917-1931), Madrid, Consejo Superior de Investigaciones Científicas, 1999[6]
- La violencia en la política. Perspectivas teóricas sobre el empleo deliberado de la fuerza en los conflictos de poder, Madrid, Consejo Superior de Investigaciones Científicas, 2002[7]
- Los golpes de Estado, Madrid, Arco Libros, 2003[7]
- La España de Primo de Rivera (1923-1930). La modernización autoritaria, Madrid, Alianza, 2006[8]
- Rebelión en las aulas. Movilización y protesta estudiantil en la España contemporánea, 1865-2008, Madrid, Alianza, 2009[9]
- Contrarrevolucionarios. Radicalización violenta de las derechas en la Segunda República (1931-1936), Alianza, 2011[10]
- Nelle Tenebre di Brumaio, quattro secoli di riflessione politica sul colpo di Stato, Società Editrice Dante Alighieri, 2011[11]
- El laboratorio del miedo. Una historia general del terrorismo, de los sicarios a Al Qa’ida, Barcelona, Crítica, 2013[12]
- En nombre de la autoridad. La defensa del orden público durante la Segunda República española (1931-1936), Granada, Comares, 2014[13] , [14]
- Cifras cruentas. Las víctimas mortales de la violencia sociopolítica en la Segunda República española (1931-1936), Granada, Comares, 2015[13], [14]
- Asalto al poder. La violencia política organizada y las ciencias sociales, Madrid, Siglo XXI de España Editores, 2017[7]
- Guerras no ortodoxas. La 'estrategia de la tensión' y las redes del terrorismo neofascista', Madrid, Libros de la Catarata, 2018[15]

### Co-auteur
- Eduardo González Calleja et Fredes Limón Nevado, La hispanidad como instrumento de combate: raza e imperio en la prensa franquista durante la guerra civil española, Madrid, Consejo Superior de Investigaciones Científicas, 1988
- Julio Aróstegui, Jordi Canal et Eduardo González Calleja, El carlismo y las guerras carlistas. Hechos, hombres e ideas, Madrid, La Esfera de los Libros, 2003[16]
- Eduardo González Calleja et Paul Aubert, Nidos de espías. España, Francia y la Primera Guerra Mundial, 1914-1919, Madrid, Alianza, 2014[17]
- Eduardo González Calleja, Francisco Cobo Romero, Ana Martínez Rus et Francisco Sánchez Pérez, La Segunda República española, Barcelona, Pasado & Presente, 2015[18]

### Éditeur et coordinateur
- (es) Violencia y transiciones políticas a finales del siglo XX: Europa del Sur-América Latina (avec Sophie Baby et Olivier Compagnon), Madrid, Casa de Velázquez, 2009[19]
- (es) La España del Frente Popular. Política, sociedad, conflicto y cultural en la España de 1936 (avec Rocío Navarro Comas), Granada, Comares, 2011[20]
- (es) Guerras civiles. Una clave para entender la Europa de los siglos XIX y XX (avec Jordi Canal), Madrid, Casa de Velázquez, 2012[21]
- (es) Anatomía de una crisis. 1917 y los españoles, Madrid, Alianza, 2017[22]